# Stope
Stope so naselje v Občini Velike Lašče.